# Julodis anthobia
Julodis anthobia es una especie de escarabajo del género Julodis, familia Buprestidae. Fue descrita científicamente por Obenberger en 1924.